# Xenia ainex
Xenia ainex is een zachte koraalsoort uit de familie Xeniidae. De koraalsoort komt uit het geslacht Xenia. Xenia ainex werd in 1997 voor het eerst wetenschappelijk beschreven door Reinicke. 